# Fumana laevis
Fumana laevis, сонянчик гладкий як Fumanopsis laevis (Fumana procumbens) — вид рослин з родини чистових (Cistaceae); зростає у Марокко, Тунісі, Туреччині, на півдні Європи.

## Опис
Напівкущик залозистий і запушений, 8–30(35) см заввишки. Листки супротивні, 8–12(14) × 0.5 × 1.0 мм, лінійні, голі, з прилистками. Квітки жовті, 10–20 мм у діаметрі, зібрані у 4–6(8)-квіткову китицю. Плід — гола кулясто-тригранна коробочка розміром 4–5 мм з 4–6 насінинами розміром 1.2–1.4 мм.
Цвіте у квітні — червні, іноді до кінця серпня. Плодоносить у травні — серпні.

## Поширення
Поширений у Марокко, Тунісі, Туреччині, на півдні Європи (Іспанія [у т. ч. Балеарські острови], Мальта, Греція, Крит, Хорватія, Крим).
В Україні єдина популяція розташована на площі в декілька га окремими невеликими локалітетами на східних схилах г. Кішка і прилеглих територіях.

## Загрози й охорона
Загрозами є знищення місць зростань внаслідок рекреаційного навантаження та господарського освоєння території. Сукцесійні зміни рослинності при відсутності придатних для поселення виду вільних екотопів.
Занесений до Червоної книги Україні в статусі «Зникаючий». Охороняється на території комплексної пам'ятки природи загальнодержавного значення «Гора Кішка».